# Sous-préfecture de Shiribeshi
Pour les articles homonymes, voir Shiribeshi.
La sous-préfecture de Shiribeshi (後志総合振興局, Shiribeshi-sōgō-shinkō-kyoku) est une sous-préfecture située sur l'île de Hokkaidō, au Japon. Son chef-lieu est le bourg de Kutchan.

## Géographie

### Démographie
Au 31 mars 2012, la sous préfecture de Shiribeshi avait une population de 229 619 habitants répartis sur une superficie de 4 305,84 km2.

### Divisions administratives

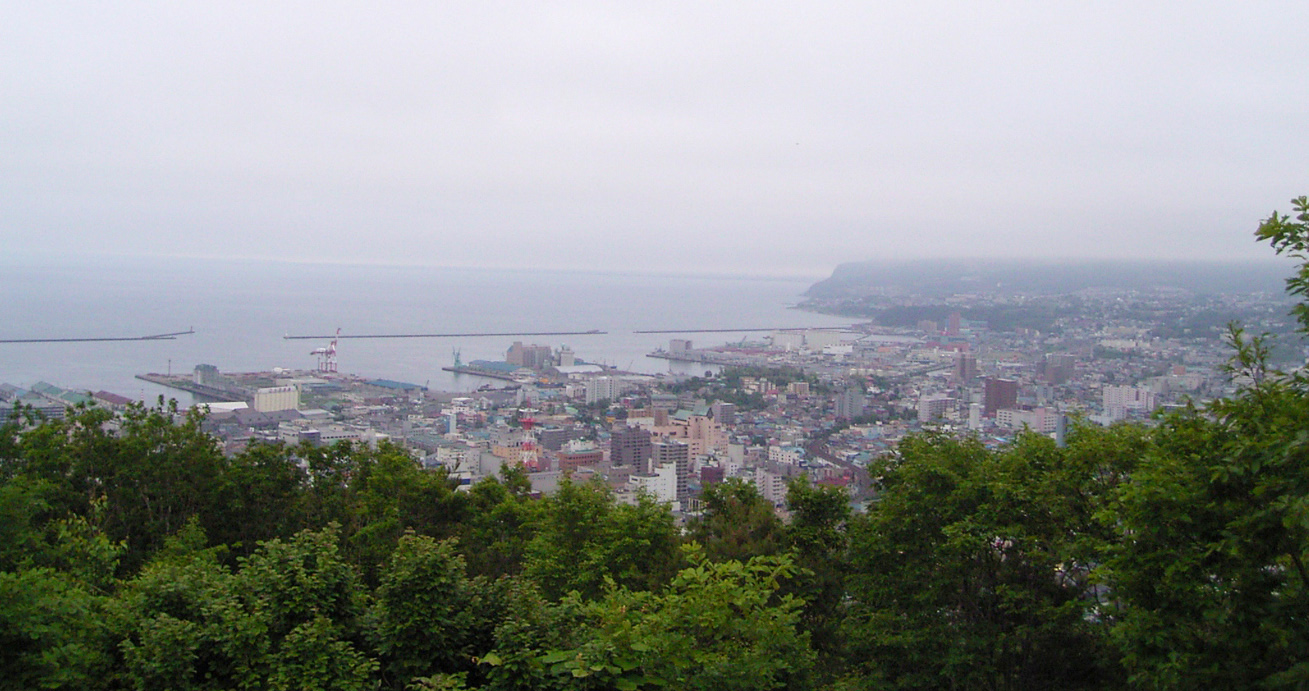
Vue générale d'Otaru (2006).

#### Ville
- Otaru est la seule ville de la sous-préfecture de Shiribeshi.

#### Bourgs et villages par districts
La sous-préfecture comporte aussi treize bourgs et six villages répartis sur neuf districts ruraux.
- District d'Abuta
  - Kimobetsu
  - Kutchan (chef-lieu)
  - Kyōgoku
  - Makkari (village)
  - Niseko
  - Rusutsu (village)
- District de Furubira
  - Furubira
- District de Furū
  - Kamoenai (village)
  - Tomari (village)
- District d'Iwanai
  - Iwanai
  - Kyōwa
- District d'Isoya
  - Rankoshi
- District de Shakotan
  - Shakotan
- District de Shimamaki
  - Shimamaki (village)
- District de Suttsu
  - Kuromatsunai
  - Suttsu
- District de Yoichi
  - Akaigawa (village)
  - Niki
  - Yoichi